# أنتوني ستانيسلاس رادزيفيل
أنتوني ستانيسلاس رادزيفيل (بالإنجليزية: Anthony Stanislas Radziwill)‏ (و. 1959 – 1999 م) هو مخرج سينمائي من الولايات المتحدة الأمريكية ولد في لوزان.

## التعليم
تعلم في جامعة بوسطن.

## روابط خارجية
- أنتوني ستانيسلاس رادزيفيل على موقع IMDb (الإنجليزية)
- أنتوني ستانيسلاس رادزيفيل على موقع قاعدة بيانات الفيلم (الإنجليزية)
- أنتوني ستانيسلاس رادزيفيل على موقع كينوبويسك (الروسية)